# فيليكس تسفاير
فيليكس تسفاير (بالألمانية: Felix Zwayer) هو حكم كرة قدم ألماني من مواليد 19 مايو 1981 في برلين. حصل على الشارة الدولية من قبل الفيفا في عام 2012.

## المسيرة التحكيمية
في 30 أبريل 2018 تم اختياره من قبل الفيفا كحكم فيديو مساعد في كأس العالم 2018 المقامة في روسيا.
يعتبر زواير، وهو من مواليد العاصمة الألمانية برلين سنة 1981، واحداً من الحكام المعتمدين من قبل «فيفا» لتصحيح بعض هفوات الحكام الرئيسيين خلال مقابلات «المونديال»، وهو حكم ممارس في مختلف المسابقات الألمانية والدولية منذ سنة 2004، تدرَّج في أسلاك التحكيم الألماني والأوروبي وأدار عدة مقابلات في كأس العالم لأقل من عشرين سنة، وقد اختاره الاتحاد الأوروبي لكرة القدم ضمن حكام الصفوة "Elite"، مما يخول له قيادة أهم المباريات الدولية.
وكان زواير واحداً من الحكام الذين استفادوا من تدريبات «الفيفا» في ما يخص استعمال تقنيات الفيديو، وقد اختير ليكون واحداً من ثلاثة عشر حكماً يديرون مباريات «المونديال» الروسي من داخل غرف المراقبة بالفيديو.
بالعودة إلى سجل الحكم الألماني سنجده مليئاً بالفضائح الكروية؛ إذ إنه تورط في قضية فساد كبيرة سنة 2005، حين كان مساعداً للحكم روبرت هويتسر، حينها تستر الحكم الألماني عن إرشاء الحكم الرئيسي، بل وشارك معه في هذه الفضيحة الأخلاقية والرياضية عندما أخذ منه رشوة بقيمة 300 يورو، مقابل الانحياز لفريق فوبرتال في مباراته ضد فريق فيردر بريمن.
وتفيد تفاصيل الفضيحة الكروية التي كانت قد أثارت الرأي العام الرياضي داخل أوروبا بأنه عندما أحسَّ فليكس زواير بخطورة الأمر، وطمعاً في الاستفادة من تخفيف في الحكم، قام رفقة ثلاثة حكام آخرين بالتبليغ عن الحكم الرئيسي لدى السلطات الألمانية. وهذا ما جعل القاضي راينر كوخ يراعي مسألة التبليغ عن هذه الفضيحة الكروية واعتراف الحكام الأربعة.
وقد جرى توقيف الحكم المثير للجدل لمدة 6 أشهر، في حين تم توقيف الحكم الرئيسي روبرت هويتسر مدى الحياة، بالإضافة إلى عقوبة سجنية بلغت سنتين وخمسة أشهر، كما أن الاتحاد الألماني تستر على هذه القضية اللاأخلاقية ولم تخرج إلى العلن إلى غاية سنة 2014، حين اختير فليكس زواير كأحسن حكم في ألمانيا

## روابط خارجية
- فيليكس تسفاير على موقع Soccerway.com (الإنجليزية)